# Grzegorz Skrzecz
Grzegorz Skrzecz (* 25. August 1957 in Warschau; † 15. Februar 2023) war ein polnischer Amateurboxer im Schwergewicht. Er ist der Zwillingsbruder des Boxers Paweł Skrzecz.

## Erfolge im Boxsport
Er war während seiner Wettkampfkarriere rund 1,86 m groß und boxte im Warschauer Sportverein Gwardia Warszawa. Er wurde in den Jahren 1975, 1976, 1977, 1979, 1980, 1981, 1982 sowie 1984 jeweils Polnischer Meister und gewann unter anderem Turniere in Polen, Deutschland und Österreich.
Seine größten internationalen Erfolge waren der Gewinn einer Bronzemedaille bei den Weltmeisterschaften 1982 in München und der Gewinn einer weiteren Bronzemedaille bei den Europameisterschaften 1983 in Warna. 1980 nahm er an den Olympischen Spielen in Moskau teil, schied jedoch gegen Teófilo Stevenson im Viertelfinale aus.